# Liga de Verano de Béisbol Profesional 2018
La Liga de Verano de Béisbol Profesional 2018, por motivo comercial Liga de Verano Miller Lite - Manzana Postobon - Olímpica 2018, será la tercera edición de la liga de verano de béisbol en Colombia, a disputarse a partir de junio con un máximo de 22 jugadores inscritos para cada equipo. Con la principal novedad de ampliarse de 4 a 36 equipos.

## Equipos participantes
| Equipo                          | Departamento | Ciudad             | Manager             | Estadio                           | Capacidad |
| Club La Victoria                | Atlántico    | Barranquilla       | Bandera de Colombia |                                   |           |
| Funcode Béisbol                 | Atlántico    | Barranquilla       | Bandera de Colombia |                                   |           |
| Los Ángeles                     | Atlántico    | Barranquilla       | Bandera de Colombia |                                   |           |
| Esc. Policarpo Anaya            | Atlántico    | Barranquilla       | Bandera de Colombia |                                   |           |
| Amigos del Béisbol "Funsabe"    | Atlántico    | Barranquilla       | Bandera de Colombia |                                   |           |
| Repelón                         | Atlántico    | Repelón            | Bandera de Colombia |                                   |           |
| Corporación Autónoma del Caribe | Atlántico    | Barranquilla       | Bandera de Colombia |                                   |           |
| Club de Béisbol Campeche        | Atlántico    | Luruaco            | Bandera de Colombia |                                   |           |
| Universidad de Córdoba          | Córdoba      | Montería           | Bandera de Colombia |                                   |           |
| Padres de Lórica                | Córdoba      | Lorica             | Bandera de Colombia |                                   |           |
| Latinos del Sinú                | Córdoba      | Montería           | Bandera de Colombia |                                   |           |
| Deportivo Caribes               | Córdoba      | Montería           | Bandera de Colombia |                                   |           |
| Deportivo Cocuelo               | Córdoba      | Montería           | Bandera de Colombia |                                   |           |
| Inquietos de Sincelejo          | Sucre        | Sincelejo          | Bandera de Colombia |                                   |           |
| Gigantes de Sucre               | Sucre        | Sincelejo          | Bandera de Colombia |                                   |           |
| Efodiscov                       | Sucre        | Sincelejo          | Bandera de Colombia |                                   |           |
| Corozal                         | Sucre        | Corozal            | Bandera de Colombia |                                   |           |
| Sincerín                        | Bolívar      | Sincerín-Arjona    | Bandera de Colombia | Estadio de Béisbol de Sincerín    |           |
| Malagana                        | Bolívar      | Malagana-Mahates   | Bandera de Colombia | Estadio de Béisbol de Malagana    |           |
| Marialabaja                     | Bolívar      | María La Baja      | Bandera de Colombia | Estadio de Béisbol de Marialabaja |           |
| Arjona                          | Bolívar      | Arjona             | Bandera de Colombia | Estadio Santiago Torres           |           |
| Mahates                         | Bolívar      | Mahates            | Bandera de Colombia | Estadio de Béisbol de Mahates     |           |
| Turbaco                         | Bolívar      | Turbaco            | Bandera de Colombia | Estadio Rafael Naar               |           |
| Villanueva                      | Bolívar      | Villanueva         | Bandera de Colombia | Estadio de Béisbol de Villanueva  |           |
| Santa Rosa                      | Bolívar      | Santa Rosa de Lima | Bandera de Colombia | Estadio de Béisbol de Santa Rosa  |           |
| Tigres de Arenal                | Bolívar      | Arenal             | Felix de Ávila      | Estadio Rafael Beby Fernández     |           |
| Padres de Cartagena             | Bolívar      | Cartagena          | Bandera de Colombia | Estadio Once de Noviembre         | 12,000    |
| Béisbol Ranferbeli              | Bolívar      | Cartagena          | Bandera de Colombia | Estadio Once de Noviembre         | 12,000    |
| Tractores de Cartagena          | Bolívar      | Cartagena          | Bandera de Colombia | Estadio Once de Noviembre         | 12,000    |
| Escuela Nelson Blanco           | Bolívar      | Cartagena          | Bandera de Colombia | Estadio Once de Noviembre         | 12,000    |

## Temporada regular
Los 36 equipos se dividieron en cuatro ligas según su posición geográfica.
|  |                                   |
|  | Clasificados a semifinal de liga. |
|  | Eliminado                         |

### Liga del Atlántico
Equipos pertenecientes de Barranquilla, Luruaco y Repelón. Disputado desde el 14 de abril.
- Actualizado al 8 de julio.

| Pos | Equipo              | V | D | J  | Avg  | PD  |
| --- | ------------------- | - | - | -- | ---- | --- |
| 1.  | Los Ángeles         | 7 | 3 | 10 | .700 | --  |
| 2.  | Autónoma del Caribe | 7 | 3 | 10 | .700 | --  |
| 3.  | Funcode             | 6 | 4 | 10 | .600 | 1,0 |
| 4.  | La Victoria         | 6 | 4 | 10 | .600 | 1,0 |
| 5.  | Funsabe             | 4 | 5 | 9  | .444 | 2,5 |
| 6.  | Repelón             | 3 | 7 | 10 | .300 | 4,0 |
| 7.  | Policarlo Anaya     | 2 | 6 | 8  | .250 | 4,0 |
| 8.  | Campeche            | 2 | 6 | 8  | .250 | 4,0 |

#### Final Atlántico
- Juego 1:
- Juego 2: Funcode 4-3 Autónoma
- Juego 3: Autónoma 13-2 Funcode
- Juego 4: Funcode 4-1 U. Autónoma

Campeón: Funcode 3-1 U. Autónoma

### Liga de Córdoba
Equipos pertenecientes de Montería y Santa Cruz de Lorica. Disputada desde el 2 de junio.
- Actualizado al 14 de julio

| Pos | Equipo                 | V | D | J | Avg   | PD  |
| --- | ---------------------- | - | - | - | ----- | --- |
| 1.  | Padres de Lorica       | 4 | 0 | 4 | 1.000 | --  |
| 2.  | C.D. Caribe            | 2 | 1 | 3 | .667  | 1,5 |
| 3.  | Cocuelo                | 3 | 2 | 5 | .600  | 1,5 |
| 4.  | Universidad de Córdoba | 1 | 2 | 3 | .333  | 2,0 |
| 5.  | Latinos del Sinú       | 0 | 4 | 4 | .000  | 4,0 |

#### Final Sucre
- Juego 1: Padres de Lórica 1-0 Unicórdoba
- Juego 2: Unicórdoba 5-3 Padres de Lórica
- Juego 3: Padres de Lórica 3-1 Unicórdoba

Campeón: Padres de Lórica 2-1 Unicórdoba

### Liga de Sucre
Equipos pertenecientes a Sincelejo y Corozal. Disputada desde 13 de abril.
- Actualizado al 8 de julio.

| Pos | Equipo    | V  | D  | J  | Avg  | PD  |
| --- | --------- | -- | -- | -- | ---- | --- |
| 1.  | Corozal   | 13 | 8  | 21 | .667 | --  |
| 2.  | Gigantes  | 14 | 10 | 24 | .500 | 0,5 |
| 3.  | Efodiscov | 8  | 9  | 17 | .538 | 3,0 |
| 4.  | Inquietos | 6  | 14 | 20 | .267 | 6,5 |

#### Final Sucre
- Juego 1:
- Juego 2:
- Juego 3: Efodiscov 10-8 Corozal

Campeón: Efodiscov

### Liga de Bolívar
Equipos pertenecientes de Cartagena, Arjona, Mahates, María La Baja, San Juan de Nepomuceno, Turbaco, Villanueva, Arenal, Santa Rosa de Lima. Disputada desde el 8 de abril.
- Actualizado al 27 de mayo.

Zona Troncal
| Pos | Equipo      | V | D  | J  | Avg  | PD  |
| --- | ----------- | - | -- | -- | ---- | --- |
| 1.  | Marialabaja | 9 | 2  | 11 | .818 | --  |
| 2.  | Arjona      | 6 | 5  | 11 | .545 | 3,0 |
| 3.  | Sincerín    | 6 | 5  | 11 | .545 | 3,0 |
| 4.  | Malagana    | 5 | 5  | 10 | .500 | 3,5 |
| 5.  | Turbaco     | 5 | 7  | 12 | .416 | 4,5 |
| 6.  | Mahates     | 3 | 10 | 13 | .231 | 5,0 |

#### Semifinal Troncal
- Juego 1: Sincerín 3-6 Maríalabaja
- Juego 2: Maríalabaja 0-3 Sincerín
- Juego 3: Sincerín 2-3 Maríalabaja
- Ganador: Maríalabaja 2-1 Sincerín

Zona Norte
| Pos | Equipo              | V | D | J  | Avg  | PD  |
| --- | ------------------- | - | - | -- | ---- | --- |
| 1.  | Tractores           | 8 | 2 | 10 | .800 | --  |
| 2.  | Villanueva          | 8 | 3 | 11 | .727 | 0,5 |
| 3.  | Ranferbeli          | 4 | 2 | 6  | .666 | 2,0 |
| 4.  | Tigres de Arenal    | 6 | 5 | 11 | .545 | 2,5 |
| 5.  | Nelson Blanco       | 4 | 5 | 9  | .444 | 3,5 |
| 6.  | Padres de Cartagena | 2 | 7 | 9  | .222 | 5,5 |
| 7.  | Santa Rosa de Lima  | 0 | 8 | 8  | .000 | 6,0 |

#### Semifinal Norte
- Juego 1: Villanueva 3-12 Tigres Arenal
- Juego 2: Tigres Arenal 3-4 Villanueva
- Juego 3: Villanueva 1-4 Tigres Arenal
- Ganador: Tigres Arenal 2-1 Villanueva

#### Final Bolívar
- Juego 1: Marialabaja 8-5 Arenal
- Juego 2: Arenal 5-2 Marialabaja
- Juego 3: Arenal 10-3 Marialabaja

Campeón: Tigres de Arenal 2-1 Marialabaja|

## Copa de Campeones
Clasifican los campeones de cada Liga y se disputará del 18 al 22 de septiembre en el Estadio Édgar Rentería de Barranquilla.
| Pos | Equipo             | V | D | J | Avg   | PD  |
| --- | ------------------ | - | - | - | ----- | --- |
| 1.  | Padres de Lorica   | 4 | 0 | 4 | 1.000 | --  |
| 2.  | Tigres de Arenal   | 3 | 1 | 4 | .750  | 1,0 |
| 3.  | Funcode            | 2 | 2 | 4 | .500  | 2,0 |
| 4.  | Efodiscov          | 1 | 3 | 4 | .250  | 3,0 |
| 5.  | Marlins San Andrés | 0 | 4 | 4 | .000  | 4,0 |

|  |                              |
|  | Clasificados al Juego final. |
|  | Eliminado                    |

| Primera | Marlins       | 3 : 3  | Efodiscov     | 18 de septiembre | 15:00 |
| Primera | Tigres Arenal | 3 : 5  | Padres Lorica | 18 de septiembre | 19:30 |
| Segunda | Padres Lorica | 5 : 2  | Marlins       | 19 de septiembre | 15:00 |
| Segunda | Efodiscov     | 3 : 8  | Funcode       | 19 de septiembre | 19:30 |
| Tercera | Marlins       | 0 : 15 | Tigres Arenal | 20 de septiembre | 15:00 |
| Tercera | Funcode       | 3 : 5  | Padres Lorica | 20 de septiembre | 19:30 |
| Cuarta  | Efodiscov     | 0 : 2  | Tigres Arenal | 21 de septiembre | 15:00 |
| Cuarta  | Funcode       | 8 : 6  | Marlins       | 21 de septiembre | 19:30 |
| Quinta  | Padres Lorica | 6 : 5  | Efodiscov     | 22 de septiembre | 15:00 |
| Quinta  | Tigres Arenal | 7 : 5  | Funcode       | 22 de septiembre | 19:30 |

### Final
- Tigres de Arenal 11-8 Padres de Lórica

## Resultados
Resumen de campeones por Torneo.
| Campeón   | Equipo           |
| --------- | ---------------- |
| Atlántico | Funcode          |
| Bolívar   | Tigres de Arenal |
| Córdoba   | Padres de Lorica |
| Sucre     | Efodiscov        |
| Nacional  | Tigres de Arenal |